# Szíjj Miklós
Szijj Miklós (Devecser, 1936. augusztus 31. – Budapest, 1983. október 12.) magyar filmrendező.

## Életpályája
Pápán járt iskolába; 1954-ben érettségizett. 1954-1955 között szakmunkásnak tanult a fővárosban. 1955-től 1961-ig a Ganz–MÁVAG motorszerelője volt. 1961-ben iratkozott be a Színház- és Filmművészeti Főiskola rendezői szakára, ahol 1965-ben végzett. 1965-ben került a Mafilmhez, ahol asszisztens volt Szabó István forgatócsoportjában. 1966-tól készített rövidfilmeket.
1964-ben a Számadás című filmmel megnyerte a Miskolci Rövidfilm Fesztivál nagydíját. 1974-ben a Búvó örökség című filmje nagydíjat kapott. Első játékfilmjét 1976-ban rendezte Dübörgő csend címmel. Utolsó filmjét 1982-ben rendezte Vaskor címmel.
Sírja a Farkasréti temetőben található (3/1-1-112).

## Filmjei

### Rendezőként

#### Rövidfilmek
- Hajókovácsok (1962)
- Egy pofa sör (1963)
- Strand (1963)
- Számadás (1964)
- Kettős szólam (1966)
- Győr város megvételéről való ének (1971)
- Búvó örökség (1974)
- A magyar építészet (1974)
- A csarodai templom (1978)
- A szomjúság határai (1979)
- Vaskor (1982)

#### Játékfilmek
- Dübörgő csend (1977) (forgatókönyvíró is)

### Rendezőasszisztensként
- Kár a benzinért (1964)
- Gyerekbetegségek (1966)
- Nem szoktam hazudni (1966)
- Feldobott kő (1969)
- Szerelmesfilm (1970)
- Nápoly látni és… (1973)
- Labirintus (1976)

### Színészként
- Feldobott kő (1969)
- Tűzoltó utca 25. (1973)